# 2759 Idomeneus
2759 Idomeneus è un asteroide troiano di Giove del campo greco del diametro medio di circa 61,01 km. Scoperto nel 1980, presenta un'orbita caratterizzata da un semiasse maggiore pari a 5,1842006 UA e da un'eccentricità di 0,0662920, inclinata di 21,95147° rispetto all'eclittica.
L'asteroide è dedicato a Idomeneo, re di Creta.